# Title Guarantee and Trust Company Building
El Title Guarantee and Trust Company Building o Title Guarantee Building es un edificio de gran altura de estilo art déco en Pershing Square en el Downtown de la ciudad Los Ángeles, California (Estados Unidos). Mide 63 metros de altura y tiene 13 pisos.

## Historia
Fue construido en 1930 en el sitio del edificio California Club. Fue diseñado por el estudio de arquitectura Parkinson & Parkinson, compuesto por un padre y un hijo que también diseñaron muchos puntos de referencia de Los Ángeles, incluido el Ayuntamiento de Los Ángeles y Bullocks Wilshire. Originalmente un edificio de oficinas, la estructura se convirtió más tarde en lofts. En 1984, el edificio fue incluido en el Registro Nacional de Lugares Históricos.

## En la cultura popular
En la serie de CBS Lou Grant, el Title Guarantee Building es la sede del periódico ficticio Los Angeles Tribune. En la serie Moonlight, el vampiro Mick St. John vive y tiene su oficina en el último piso del edificio.